# Voo Iran Air 291
O Voo Iran Air 291 foi um voo que caiu em 21 de janeiro de 1980. Era um voo doméstico entre o aeroporto de Mashhad e o aeroporto de Mehrabad, no Irã, operado por um Boeing 727-86. Às 19h11 do horário local, a aeronave, com prefixo EP-IRD, colidiu contra as montanhas de Alborz, 29 quilômetros ao norte de Teerã, durante a aproximação da pista 29 do aeroporto de Mehrabad, em condições de neblina e neve. Os 8 tripulantes e 120 passageiros morreram no acidente e o avião foi destruído. Na época, o voo Iran Air 291 havia sido o pior acidente aéreo do Irã.

## Aeronave
A aeronave envolvida era um Boeing 727-86 with preifxo EP-IRD, tendo feito seu primeiro voo em 17 de fevereiro de 1968. A aeronave era propulsionado por dois motores a jato Pratt & Whitney JT8D.

## Acidente
No dia do acidente, controladores de tráfego aéreo iranianos entraram em greve, causando centenas de voos domésticos cancelados. Quando a greve foi interrompida às 16h00, os voos retomaram seus serviços. Às 17h40, o voo 291 partiu do aeroporto de Mashhad para o aeroporto de Mehrabad, em Teerã. Haviam 8 tripulantes e 120 passageiros a bordo.
Às 18:52, horário local, o controlador do aeroporto de Mehrabad em Teerã deu à tripulação uma abordagem direta para a pista 29. Então, por volta das 19h05, o controlador instruiu a tripulação a tomar um rumo de 360° para alcançar o farol não direcional da abordagem Varamin. Sem receber instruções do controlador, os pilotos estavam a 17 milhas ao norte fora do curso. Durante a arremetida, o primeiro oficial disse ao capitão que o VORTAC estava dando o curso radial errado, mas ele não respondeu a esta mensagem. Às 19h11, horário local, a aeronave colidiu com as montanhas Alborz, 29 quilômetros ao norte de Teerã. Todos os 8 membros da tripulação e 120 passageiros morreram no incidente, e o avião foi destruído.

## Causa
Os pesquisadores concluíram que a causa provável do acidente foi que o ILS e o radar terrestre não estavam operacionais. O presidente e cinco funcionários públicos da Autoridade de Aviação Civil iraniana foram condenados por homicídio involuntário em consequência do voo 291.